# 中州街道
中州街道，是中华人民共和国河南省商丘市梁园区下辖的一个乡镇级行政单位。

## 行政区划
中州街道下辖以下地区：
刘李庄社区、周庄社区、红旗社区、刘楼村、刘庄楼村、韩楼村、王陈楼村、胡庄村和朱台村。